# Chapelle Notre-Dame de la Pépiole
Pour les articles homonymes, voir Chapelle Notre-Dame.
La chapelle Notre-Dame de la Pépiole est un édifice religieux français datant de l'époque mérovingienne situé en Provence, près de Six-Fours-les-Plages. C'est un des plus vieux monuments paléochrétiens de France. Ce lieu est aujourd'hui un lieu de ressourcement et de retraites spirituelles. La messe dominicale est célébrée à 10 heures.

## Situation
La chapelle est située sur la commune de Six-Fours-les-Plages dans le Var (France).

## Description
La chapelle est constituée de trois nefs juxtaposées disposant chacune d’une abside. Les vitraux ont été réalisés avec des fonds de bouteilles de toutes les couleurs, et sont censés avoir chacun un sens biblique.
Derrière l’autel Nord, une statue de la Vierge à l'Enfant en bois doré de sorbier, porte les stigmates de la Révolution. Elle est vénérée depuis le XVIe siècle.

## Histoire

### Fondation
Cette chapelle de style préroman a été construite au VIe siècle sous les mérovingiens par des moines venus de l’abbaye Saint-Victor de Marseille. L’édifice a été agrandi au VIIIe siècle puis au XIIe siècle.

### Restauration
Elle a été restaurée à partir de 1956 par un moine de l’abbaye bénédictine de Maredsous, le père Paul-Célestin Charlier. Une fois rendue au culte, elle est devenue un lieu d’accueil et de ressourcement.

### Protection au titre des monuments historiques
La chapelle fait l’objet d’une inscription au titre des monuments historiques depuis le 30 janvier 1967.

Voie d'accès à la chapelle dont on entrevoit le porche d'entrée, dans un cadre méditerranéen typique de vignes, d'oliviers et de cyprès.
Façade Sud, avec le porche d'entrée
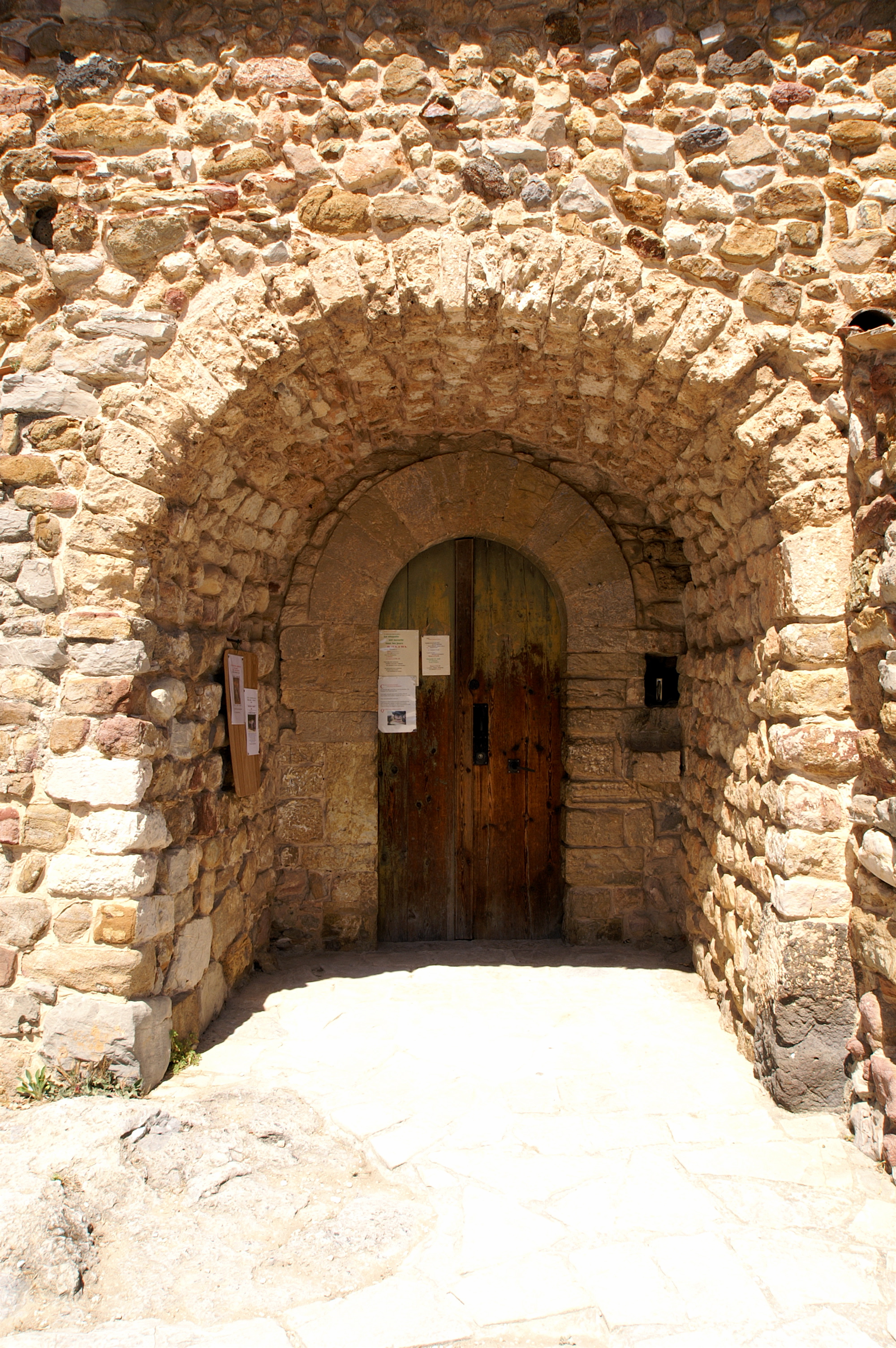
Porche d'entrée (façade Sud)